# Lotus 109
El Lotus 109 fue un coche de Fórmula 1 utilizado por el equipo Lotus en la última parte de la temporada 1994 de Fórmula 1. El último coche que corrió la encarnación original del equipo Lotus, fue diseñado por Chris Murphy, quien basó el coche en su modelo Lotus 107. Estaba propulsado por un Mugen-Honda V10. Johnny Herbert pudo mantener a Lotus competitivo en Bélgica y Monza con el coche, pero los fondos se estaban acabando y el desarrollo era limitado. Al final de la temporada, el coche fue retirado y el equipo Lotus entró en suspensión de pagos.

## Resultados
(Clave) (negrita indica pole position) (cursiva indica vuelta rápida)

| Año     | Motor           | Neu. | N.º | Pilotos            | 1   | 2   | 3   | 4   | 5   | 6   | 7   | 8   | 9   | 10  | 11  | 12  | 13  | 14  | 15  | 16  | Puntos | Pos. |
| ------- | --------------- | ---- | --- | ------------------ | --- | --- | --- | --- | --- | --- | --- | --- | --- | --- | --- | --- | --- | --- | --- | --- | ------ | ---- |
| 1994    | Mugen-Honda V10 | G    |     |                    | BRA | PAC | SMR | MON | ESP | CAN | FRA | GBR | GER | HUN | BEL | ITA | POR | EUR | JPN | AUS | 0      | NC   |
| 1994    | Mugen-Honda V10 | G    | 11  | Alessandro Zanardi |     |     |     |     |     |     | Ret | Ret | Ret | 13  |     | Ret |     | 16  | 13  | Ret | 0      | NC   |
| 1994    | Mugen-Honda V10 | G    | 11  | Philippe Adams     |     |     |     |     |     |     |     |     |     |     | Ret |     | 16  |     |     |     | 0      | NC   |
| 1994    | Mugen-Honda V10 | G    | 11  | Éric Bernard       |     |     |     |     |     |     |     |     |     |     |     |     |     | 18  |     |     | 0      | NC   |
| 1994    | Mugen-Honda V10 | G    | 11  | Mika Salo          |     |     |     |     |     |     |     |     |     |     |     |     |     |     | 10  | Ret | 0      | NC   |
| 1994    | Mugen-Honda V10 | G    | 12  | Johnny Herbert     |     |     |     |     | Ret | 8   | 7   | 11  | Ret | Ret | 12  | Ret | 13  |     |     |     | 0      | NC   |
| Fuente: |                 |      |     |                    |     |     |     |     |     |     |     |     |     |     |     |     |     |     |     |     |        |      |